# Guin Batten
Guinevere „Guin“ Batten (* 27. September 1967 in Cuckfield, Mid Sussex) ist eine ehemalige britische Ruderin. Sie gewann 2000 eine olympische Silbermedaille.
Wie ihre Schwester Miriam Batten begann Guin Batten erst relativ spät mit dem Rudern auf Leistungssportebene. Guin Batten nahm 1994 an den Weltmeisterschaften in Indianapolis teil und belegte dort den neunten Platz im Einer, bei den Weltmeisterschaften 1995 erreichte sie den achten Platz. Ihr erstes internationales A-Finale erreichte sie bei den Olympischen Spielen 1996, als sie den fünften Platz im Einer belegte. Bei den Weltmeisterschaften 1997 und 1998 kam sie jeweils als Sechste ins Ziel.
1999 wechselte Guin Batten in den Doppelvierer und belegte in dieser Bootsklasse den siebten Platz bei den Weltmeisterschaften. 2000 trat der Doppelvierer in neuer Besetzung an, neben Katherine Grainger und Guin Batten rückten aus dem britischen Doppelzweier Gillian Lindsay und Guins Schwester Miriam in den Doppelvierer. Bei den Olympischen Spielen in Sydney gewannen die Britinnen die Silbermedaille hinter dem deutschen Doppelvierer.
Bei den Weltmeisterschaften 2001 erreichte Guin Batten mit dem britischen Achter noch einmal ein großes Finale und belegte den sechsten Platz. Im Ruder-Weltcup trat sie 2002 wieder im Einer an, danach beendete sie ihre Leistungssportkarriere. Die Absolventin der University of Southampton startete zuerst für den Bootsklub ihrer Hochschule, später für den Thames Rowing Club.